# 青城子镇
青城子镇，是中华人民共和国辽宁省丹东市凤城市下辖的一个乡镇级行政单位。

## 名称由来
镇名来源于青苔峪堡。1537年指挥刘绅、武举李师臬监修青苔峪堡，俗称青城子。

## 政区沿革
1945年10月八路军进驻青城子，同年12月建立青城县政府。
1948年12月撤县建区划归凤城县，称桃源区。
1955年10月首次建镇，成立青城子镇人民政府，是凤城县老三镇之一。
1958年3月撤区、镇建乡，称桃源乡，同年9月划归四门子人民公社。
1961年7月从四门子公社划出白云、云山、永胜、民主、桃源、青城子、园艺、胜利8个生产大队，成立青城子人民公社。
1962年5月将青城子人民公社所属的青城子街、园艺大队划出设立青城子镇。
1969年3月青城子镇并入青城子人民公社。
1979年1月又分设青城子人民公社和青城子镇。1983年改设青城子乡。
1984年12月改设青城子满族乡。

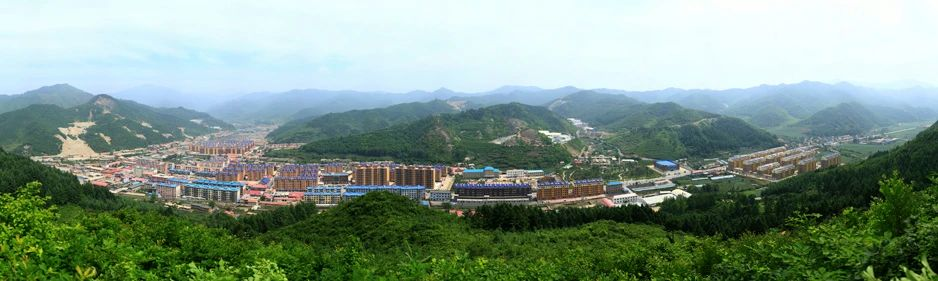
青城子镇全景

1985年5月凤城满族自治县正式挂牌办公，满族乡镇不冠满族，改称青城子乡。
1988年8月23日经辽宁省人民政府批准撤销青城子乡建制，原青城子乡所辖村划归青城子镇。

## 自然地理
青城子镇东与四门子镇相连，南同鸡冠山镇、鞍山市岫岩满族自治县汤沟乡接壤，西与鞍山市岫岩满族自治县石庙子镇相连，北和辽阳市辽阳县水泉满族乡、本溪市本溪满族自治县连山关镇交界，素有“鸡鸣闻四市”之誉。该镇辖区处山区地带，地势北高西低，是凤城市平均海拔最高的地区之一。
青城子镇四季分明，年均气温5.5℃，比凤城市年均气温低1.8℃。年均降水量在1000-1200mm之间，年均无霜期130天，比凤城南部地区少30天左右。
镇区境内矿产资源比较丰富，主要有金、银、铅、锌、铜、钼、镁石、硅石等矿藏。全镇有耕地面积21485亩，林地面积299035亩，林木蓄积量为800323立方米，森林覆盖度75%以上。
镇区境内有4条河流，分别为：永胜河，向东流入山羊峪河，属鸭绿江水系；正沟河、西沟河，流入大洋河，为沿海水系；白云河（细河），向北流入太子河，属太子河水系。

## 人口面积
全镇总户数10399户，总人口30729人，其中农业户5061户，16330人，非农业户5338户，14399人。人口自然增长率4‰。主要有满族、汉族、蒙古族、朝鲜族、锡伯族，其中满族人口22529人，占总人口的73.5%。
全镇总面积238.7平方公里，其中镇区面积28.1平方公里。

## 名胜古迹

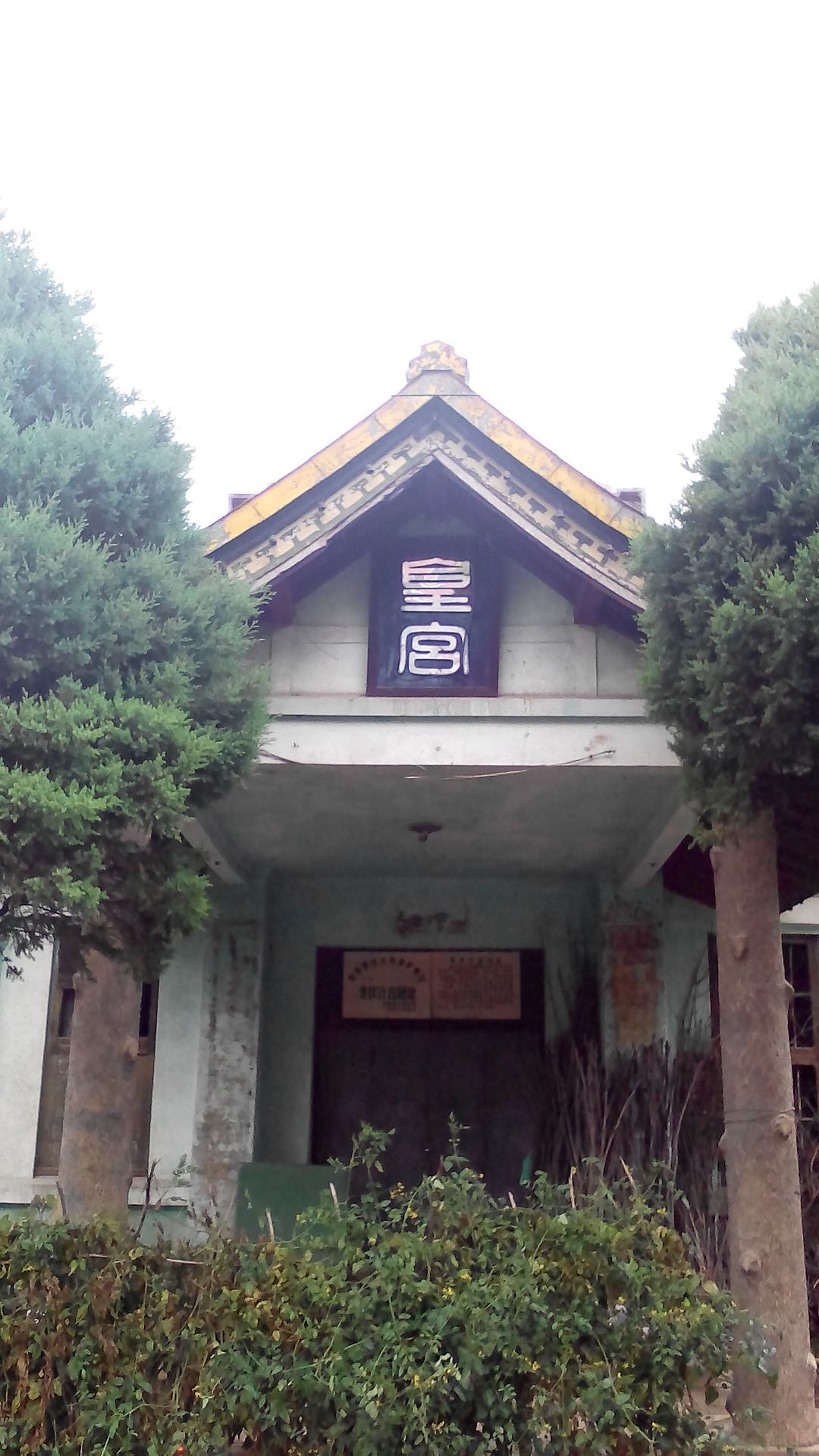
溥仪行宫

青城子镇境内有清朝末代皇帝溥仪行宫、回龙寺、高句丽城、马跑子烽火台、马跑子山城、永胜三清庙遗址、老师坟墓碑等文物遗址。

## 行政区划
青城子镇下辖以下地区：
皇宫社区、麻泡社区、红房社区、园艺村、青城子村、永胜村、杨树村、林家村、桃源村和白云山村。